# Песотум (Илиноис)
Песотум (енгл. Pesotum) град је у америчкој савезној држави Илиноис.

## Демографија
По попису из 2010. године број становника је 551, што је 30 (5,8%) становника више него 2000. године.
| Група             | 2000.       | 2010.       |
| Белци             | 515 (98,8%) | 527 (95,6%) |
| Афроамериканци    | 0 (0,0%)    | 1 (0,2%)    |
| Азијати           | 2 (0,4%)    | 6 (1,1%)    |
| Хиспаноамериканци | 1 (0,2%)    | 13 (2,4%)   |
| Укупно            | 521         | 551         |